# ذات مرة في بلدة صغيرة
ذات مرة في بلدة صغيرة (بالكورية: 어쩌다 전원일기)؛ هو مسلسل كوميديا رومانسية كوري جنوبي من بطولة جوي وتشو يونغ وو، مقتبس من رواية الويب لـ بارك ها-مين، هي سلسلة اصلية لKakaoTV ، يصور المسلسل عن الطبيب البيطري من سيئول، هان جي يول وهو يُلقى بشكل غير متوقع في قرية ريفية ويلتقي بضابطة الشرطة المحلية آهن جا يونغ. تم إصدار الحلقة الأولى في 5 سبتمبر 2022 على KakaoTV ، يتم إصدار حلقة جديدة كل يوم الاثنين والثلاثاء والأربعاء الساعة 19:00 (KST) لمدة أربعة أسابيع. هو متاح على نتفليكس عالميا.

## روابط خارجية
- ذات مرّة في بلدة صغيرة على موقع IMDb (الإنجليزية)
- ذات مرّة في بلدة صغيرة على موقع روتن توميتوز (الإنجليزية)
- ذات مرّة في بلدة صغيرة على موقع روتن توميتوز (الإنجليزية)
- ذات مرّة في بلدة صغيرة على موقع نتفليكس (الإنجليزية)
- ذات مرّة في بلدة صغيرة على موقع قاعدة بيانات الفيلم (الإنجليزية)